# Cereopsis novaehollandiae

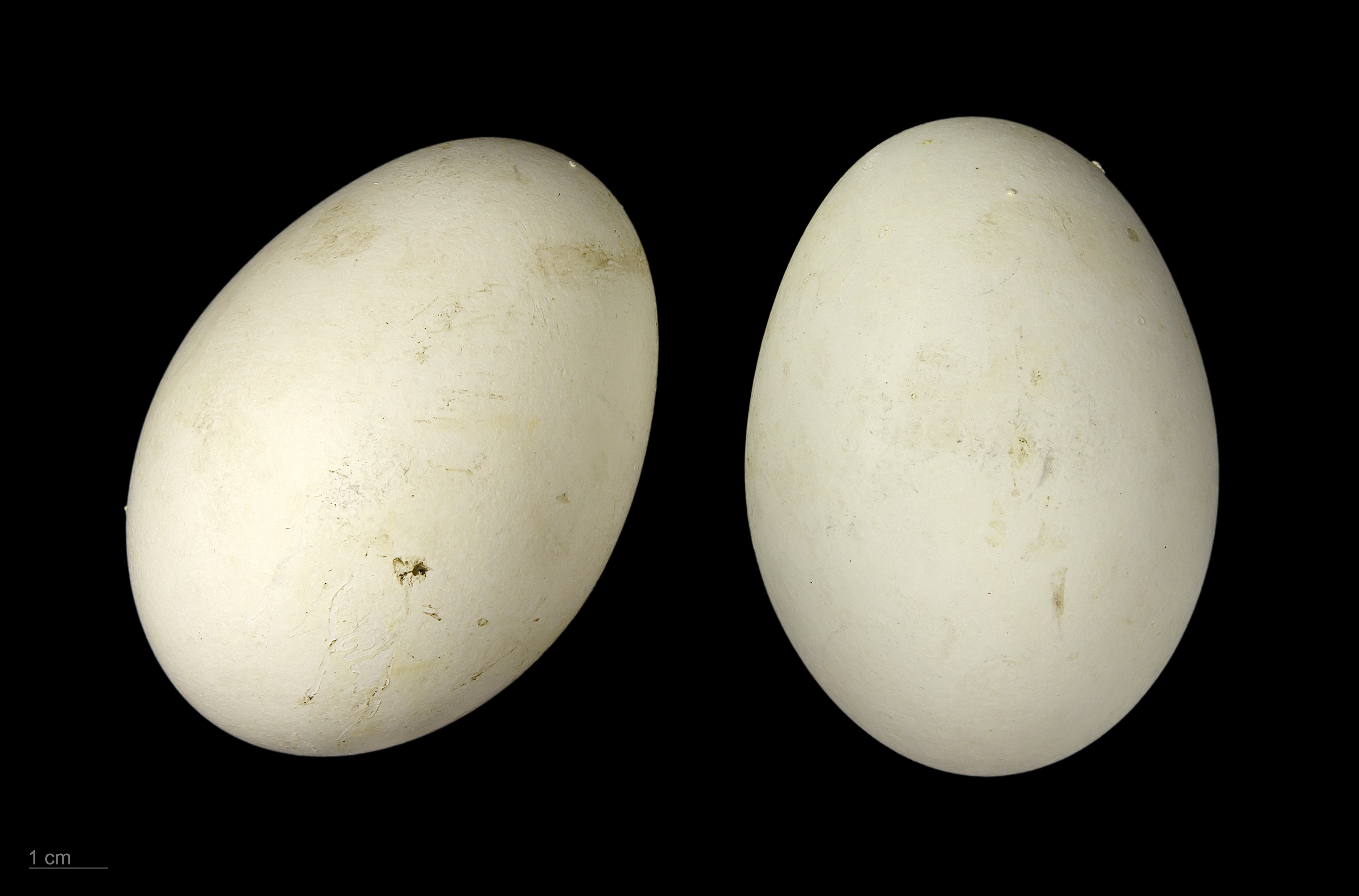
Trứng Cereopsis novaehollandiae

Cereopsis novaehollandiae là một loài chim trong họ Vịt.
Loài này sinh sống ở nam Úc. Ngỗng Cape Barren được đặt tên theo đảo Cape Barren. Loài này lần đầu tiên được mô tả bởi nhà nghiên cứu điểu học Anh John Latham vào năm 1801 dưới tên nhị thức hiện tại.